# Золин, Пётр Петрович
Пётр Петрович Золин (1922—1984) — капитан Рабоче-крестьянской Красной Армии, участник Великой Отечественной войны, Герой Советского Союза (1945), лишён всех званий и наград.

## Биография
Пётр Золин родился 23 мая 1922 года в селе Новая Слобода (ныне — Большеболдинский район Нижегородской области). В 1940 году он окончил десятиклассную школу в Горьком (ныне — Нижний Новгород), затем в сентябре того же года был призван в Красную Армию. В мае 1943 года он окончил военную авиационную школу в Энгельсе. Летом того же года переучивался на бомбардировщиках «Пе-2» в запасном авиаполку в Казани. С сентября 1943 года — на фронтах Великой Отечественной войны. За годы войны дослужился до заместителя командира авиационной эскадрильи 34-го гвардейского бомбардировочного авиационного полка. Воевал на Ленинградском и 3-м Белорусском фронтах. Золин совершил за годы войны более сотни боевых вылетов на бомбардировщике «Пе-2». За проявленные во время выполнения боевых заданий мужество и героизм гвардии капитан Пётр Петрович Золин Указом Президиума Верховного Совета СССР от 29 июня 1945 года был удостоен высокого звания Героя Советского Союза с вручением ордена Ленина и медали «Золотая Звезда» за номером 7472. 13 июля 1945 года награда была торжественно вручена ему в Кремле.
После окончания войны стал командиром эскадрильи, продолжил службу в своём полку в Ленинградском военном округе. Уже вскоре он совершил убийство пионервожатой, за что 16 августа 1945 года Военный трибунал 13-й воздушной армии приговорил его к 8 годам лишения свободы и лишению воинского звания. Указом Президиума Верховного Совета СССР от 25 ноября 1948 года Золин был лишён звания Героя Советского Союза и всех государственных наград (орденов Ленина (29.06.1945), Красного Знамени (29.11.1944), Александра Невского (19.04.1945), Отечественной войны 1-й степени (21.06.1944), Красной Звезды (14.03.1944) и нескольких медалей). После освобождения проживал в городе Колпино (ныне — одноимённый район Санкт-Петербурга). Умер 18 августа 1984 года.